# Brämhults landskommun
Brämhults landskommun var en tidigare kommun i dåvarande Älvsborgs län.

## Administrativ historik
När 1862 års kommunalförordningar började gälla inrättades över hela landet cirka 2 400 landskommuner, de flesta bestående av en socken. Därutöver fanns 89 städer och 8 köpingar, som då blev egna kommuner. Denna kommun bildades då i Brämhults socken i Ås härad i Västergötland.
Brämhult påverkades inte av kommunreformen 1952 utan kvarstod som egen kommun till 1971, då området gick upp i Borås kommun.
Kommunkoden 1952-1970 var 1532.

### Kyrklig tillhörighet
I kyrkligt hänseende tillhörde kommunen Brämhults församling.

## Geografi
Brämhult landskommun omfattade den 1 januari 1952 en areal av 20,19 km², varav 20,16 km² land.

### Tätorter i kommunen 1960
I Brämhults landskommun fanns tätorten Brämhult, som hade 1 918 invånare den 1 november 1960. Tätortsgraden i kommunen var då 88,2 procent.

## Politik

### Mandatfördelning i valen 1946-1966
| 3 | 7 | 3 | 2 | 5 |

| 18 |

|  | 10 |  | 2 | 7 | 9 |

| 27 |

|  | 10 | 2 | 6 | 11 |

| 26 |

|  | 8 | 3 | 4 | 14 |

| 25 | 5 |

| 10 | 3 | 5 | 12 |

| 26 |

| 8 | 4 | 6 | 12 |

| 27 |